# Emoji
Emoji er ideogrammer og smileys, der bruges i elektroniske meddelelser og websider. Nogle eksempler på emoji er 😃 (grinende ansigt), 😭 (stortudende ansigt) og 😈 (glad lilla djævel). Emoji findes i forskellige genrer, herunder ansigtsudtryk, objekter, steder og typer af vejr og dyr.